# Gerardo González (actor)
 Gerardo González  (8 de octubre de 1960) es un actor mexicano de teatro, cine y televisión de los años  1980. 
Debutó en teatro con “La Pandilla” (Godspell) y de ahí saltó a la fama con la serie de televisión ¡¡ Cachún Cachún ra ra!!, donde dio vida a “Porkirio”. Posteriormente intervino en la obra de teatro basada en la exitosa serie y continuó con una larga cadena de éxitos teatrales.
Bajo la dirección musical de Julissa participó en El show de terror de Rocky. Posteriormente actuó en Qué plantón y El mago. Su siguiente trabajo escénico fue con el director Benjamín Cann y con Ana Silvetti en Muertos de la risa. Más tarde trabajó en Los infiernos y La noche de Epifanía.
Posteriormente formó parte de la compañía de El diluvio que viene, en una producción de Manolo Fábregas. Después intervino en La fiesta y No más sexo, y fue asistente de Lía Jelín en la dirección de Nosotras que nos queremos tanto. A principios de 1999 actuó en Con el nudo en la garganta.
En televisión ha interpretado una gran cantidad de personajes, destacando sus participaciones en telenovelas como La pícara soñadora y Con toda el alma'. En la pantalla grande ha intervenido en varias películas, destacando su participación en Sobrenatural.

## Trayectoria

### Teatro (como actor)
- Niño Perdido (2018-2020) (México)
- 40. El Musical (2018-2019) (México)... Arturo
- Hoy no me puedo levantar (2017)... Venancio
- Los Locos Addams (2014-2015)...Tío Lucas
- 40. El Musical (2009) (España)... Arturo
- La bella y la bestia (musical basado en la película de Disney)
- Hoy no me puedo levantar (2006) ... Venancio
- El violinista en el tejado... Tevye
- El pájaro azul
- Jesucristo Superestrella ...Herodes
- El fantasma de la ópera ... Lefevre
- El diluvio que viene ....Totó
- El show de terror de Rocky (1986)
- Vacachunes (1985) Teatro de los Insurgentes .... Porkirio
- El Show de los Cachunes (Musical de 1983) Teatro San Rafael y los Televiteatros (hoy Centro Cultural Telmex) .... Porkirio
- Jesucristo Superestrella (1983)
- Godspell

### Teatro (como Director
- Las viejas vienen marchando
- Los productores
- Confesiones de mujeres de 30

### Telenovelas
- La Dona (2016-2017)
- Siempre tuya Acapulco (2014)….Bernardo "Bernie" Urástegui
- Un nuevo amor (2003) …. Marcos
- Romántica obsesión (1999)
- Al norte del corazón (1997)
- Con toda el alma (1996)

### Programas de Televisión
Televisa
- Los papás de mis papás (1994)
- ¡¡Cachún Cachún Ra Ra!! (1981-1987) .... Porkirio (1981-1984)

### Cine
- Sobrenatural
- Morirse en domingo
- ¡¡Cachún cachún ra-ra!! (Una loca, loca, preparatoria) (1984) …. Porkirio